# Willy Truye
Willy Truye (Zwevegem, 6 aprile 1934 – Courtrai, 17 gennaio 2024) è stato un ciclista su strada belga Professionista dal 1956 al 1963.

## Carriera
È lo zio del corridore Ignace Planckaert, a sua volta padre dei corridori Emiel Planckaert, Edward Planckaert e Baptiste Planckaert. 
Oltre ai numerosi successi in corse minori del Belgio, conquistò nel 1958 la Gullegem Koerse.

## Palmares
- 1956

5a tappa Driedaagse van Antwerpen
- 1957

GP d'Isbergues
- Circuit Dunquerque
- 1958

Circuit d'Aquitaine
- 1959

Omloop Lejedal
- 1960

Gullegem Koerse

## Piazzamenti

### Grandi giri
- Giro d'Italia

1958: ritirato